# Крупинска-Планина
Кру́пинска-Пла́нина (словац. Krupinská planina) — горный массив в южной Словакии, часть Словацкого Стредогорья. Наивысшая точка — гора Копани-Завоз, 775 м. Растительность — в основном луговая.

## Достопримечательности
- Романско-готическая крепость-монастырь Бзовик
- Развалины Чабрадского замка.